# Бурбон (округ, Кентукки)
Бу́рбон (англ. Bourbon County) — округ в штате Кентукки, США. Официально образован в 1785 году. По состоянию на 2010 год, численность населения составляла 19 985 человек.

## География
Округ Бурбон был выделен в 1785 году из части округа Фейетт, Виргиния. Назван в честь французского дома Бурбонов, в частности, в знак благодарности королю Людовику XVI за помощь во время Американской революции. По данным Бюро переписи США, общая площадь округа равняется 756,281 км2, из которых 751,101 км2 суша и 4,921 км2 или 0,600 % это водоёмы.

## Население
По данным переписи населения 2000 года в округе проживает 19 360 жителей в составе 7 681 домашних хозяйств и 5 445 семей. Плотность населения составляет 25,00 человек на км2. На территории округа насчитывается 8 349 жилых строений, при плотности застройки около 11 строений на км2. Расовый состав населения: белые — 90,38 %, афроамериканцы — 6,94 %, коренные американцы (индейцы) — 0,15 %, азиаты — 0,14 %, гавайцы — 0,01 %, представители других рас — 1,36 %, представители двух или более рас — 1,02 %. Испаноязычные составляли 2,60 % населения независимо от расы.
В составе 32,80 % из общего числа домашних хозяйств проживают дети в возрасте до 18 лет, 54,70 % домашних хозяйств представляют собой супружеские пары проживающие вместе, 12,30 % домашних хозяйств представляют собой одиноких женщин без супруга, 29,10 % домашних хозяйств не имеют отношения к семьям, 24,80 % домашних хозяйств состоят из одного человека, 11,10 % домашних хозяйств состоят из престарелых (65 лет и старше), проживающих в одиночестве. Средний размер домашнего хозяйства составляет 2,49 человека, и средний размер семьи 2,95 человека.
Возрастной состав округа: 25,00 % моложе 18 лет, 8,10 % от 18 до 24, 28,60 % от 25 до 44, 24,70 % от 45 до 64 и 24,70 % от 65 и старше. Средний возраст жителя округа 38 лет. На каждые 100 женщин приходится 94,60 мужчины. На каждые 100 женщин старше 18 лет приходится 91,00 мужчины.
Средний доход на домохозяйство в округе составлял 35 038 USD, на семью — 42 294 USD. Среднестатистический заработок мужчины был 30 989 USD против 23 467 USD для женщины. Доход на душу населения составлял 18 335 USD. Около 12,30 % семей и 14,00 % общего населения находились ниже черты бедности, в том числе — 19,10 % молодёжи (тех, кому ещё не исполнилось 18 лет) и 11,90 % тех, кому было уже больше 65 лет.